# Ренцель, Самуил
Самуил де Ренцель (фон Ренцель, Рентель) (1671-1672 — 1710) — русский военный деятель периода Великой Северной войны, генерал-лейтенант (с 1708 года).

## Начало службы
До поступления на русскую службу Ренцель прослужил 10 лет во французской армии и ещё 6 в армии Священной Римской империи, где дослужился до чина майора. На русскую службу поступил в 32 года в мае 1704 года, будучи подполковником, когда приехал в Киев для присоединения к русскому вспомогательному корпусу.

## Русский корпус в Саксонии
В 1704 году подполковник Ренцель, находясь в составе русского вспомогательного корпуса под командованием князя Дмитрия Михайловича Голицына, был послан в Польшу на помощь курфюрсту Саксонии и королю Речи Посполитой Августу II. В составе корпуса, двинувшегося в путь в июне, было 11 полков общей численностью в 9852 человека, артиллерийский парк насчитывал 18 орудий. 
После соединения с армией Августа II в августе 1704 года командование принял генерал-поручик И. Р. Паткуль. Он провёл реорганизацию: сократил число полков до 8, унифицировал их структуру (по 9 рот, включая гренадерскую, и 2 пушки на полк), уволил некомпетентных офицеров и нанял на их место не менее 50 саксонских офицеров.
Корпус участвовал в кампании 1704 года, включая взятие Варшавы и неудачную осаду Познани. Во время отступления в Саксонию осенью 1704 года понёс тяжелые потери от действий шведской кавалерии (например, отряд подполковника Еремея Дельдина был разгромлен у Тиллерота). Казачий отряд Апостола, действовавший отдельно, был практически полностью уничтожен шведами у Гуры 10 ноября. Сам Ренцель на тот момент служил в полку Паткуля, участвовавшем в овладении Варшавой. 
С конца 1704 года по конец 1705 года корпус не участвовал в боевых действиях и находился в территории Саксонии в Лузации. Условия были ужасными: русские находились в бедной местности, саксонцы не выполняли в полной мере обязательств по снабжению корпуса. Паткуль винил саксонского военачальника Шуленбурга в том, что он расположил русский корпус в бедной местности. Были получены подкрепления, Паткуль провёл реорганизацию корпуса. В декабре 1705 года Паткуль был арестован по решению саксонского государственного совета, со многими членами которого, а также с генералом Шуленбургом, он рассорился. Командование принял генерал-лейтенант Востромирский. 
На весну 1706 года союзники запланировали проведение наступления, которое заставило бы шведскую армию дать бой при численном превосходстве союзных сил, что привело бы к победе. Однако Карл XII в январе 1706 года с 15 тысячной армией вышел из Варшавы, направившись в Гродно, где находились основные силы русской армии под командованием генерал-фельдмаршала Георга Бенедикта Огильви (45 батальонов, 32,5 тысчи человек при 103 орудиях). Союзным командованием было принято решение, что русская армия под Гродно будет сковывать Карла 12, в то время как саксонцы Шуленбурга с русским вспомогательным корпусом Востромирского выступят из Саксонии в Польшу, где в качестве преграды для них выступал корпус Карла Густава Реншильда (12—14 тысяч человек). В случае если последний попытается препятствовать им, следовало, согласно приказу Августа, нанести ему поражение.
8 февраля Шуленбург с армией выступил в поход. 13 февраля у города Фрауштадт армии встретились. Шуленбург имел при себе 19 саксонских и 10 русских батальонов пехоты, 42 эскадрона кавалерии, которая полностью была саксонской, а также 30 пушек, 2 гаубицы и 50 ручных мортирок для метания гранат. Всего 18 тысяч человек. Реншильд мог противопоставить лишь 9—10 тысяч человек в 10 батальонах пехоты и 37 эскадронах кавалерии. Шуленбург, зная о невысоком качестве своей армии и малочисленности кавалерии, стремился действовать оборонительно. План Реншильда был исключительно наступательным. 
Русский вспомогательный корпус в день сражения насчитывал 6362 человека. Батальоны Бильса, Гольштейна и 3 батальона полка Паткуля стояли в первой линии, батальоны Гулица, Арнштедта и Кадеуса — во второй. Батальоны Беллинга и Шеннинга стояли перпендикулярно линии фронта. Опасаясь, что шведы ударят по русским как по более слабым, Шуленбург велел вывернуть им мундир наизнанку, чтобы их униформа больше походила на саксонскую. Русская пехота расположились на левом фланге между саконской кавалерией и пехотой. Ей было суждено столкнуться с правым флангом шведской армии под личным командованием Реншильда (2 батальона, 18 эскадронов). 
Сражение началось около полудня. Бременский, Померанский и лейб драгунский полки атаковали саксонскую кавалерию левого фланга, которая была обращена в бегство. Так фланг русского корпуса оказался обнажён перед шведами. С фронта он подвергся атаке Нёрке-Вермландского пехотного полка подполковника Рууса. Востромирский, заметивший низкую эффективность мушкетного огня саксонцев, приказал русским батальонам целиться ниже. Однако было уже слишком поздно: русская пехота вступила в бой со шведской. Русские дали залп слишком рано, который практически не нанёс вреда шведам; те, в свою очередь, ответили залпом в упор, что вызвало замешательство в русских рядах. Батальоны первой линии начали паниковать и пятиться назад. Вскоре этому подверглись батальоны, образующие загнутый фланг, и батальоны второй линии. Командовавший корпусом генерал-лейтенант Востромирский и полковник Гольц были пленены. Лишь небольшой отряд, численность которого шведы оценивают в 300 человек, сумел организованно отойти к обозу. Ренцель, подполковник первого батальона полка Паткулля, смог при помощи адъютанта Ивана Баженова и капитана Радилова сохранить все 4 знамени батальона.
На правом фланге саксонские кавалеристы и пехотинцы оказали упорное сопротивление: кавалерия отбила 3 атаки, пехота гвардии сумела отразить атаки шведов. Однако с 4 атаки саксонская кавалерия правого фланга всё же была опрокинута, и теперь оба фланга союзников были оголены. Фронт рухнул, солдаты бежали. Шуленбург, пытавшийся организовать отход, был ранен и покинул поле боя. 
Примерно в два часа дня сражение было завершено. Союзники потерпели полное поражение.
Русский вспомогательный корпус потерял около 4 тысяч человек погибшими и дезертирами, ещё 355 были пленены. После сражения шведы умертвили около 100 раненых русских солдат, раненые офицеры, которых было 5 человек, были отправлены на лечение в Познань. 
Ренцель решил пробиваться в Россию. Как вспоминал сам генерал: русские «пошли разные тракты через Цесарскую и Бранденбургскую землю того ради, что в Саксонии и городы пускать не стали и провианту не дали. И хотя нужным походом, однако ж пришли царского величества к армии в Польшу».

## В России
Шестнадцать месяцев полковник Ренцель со своими солдатами пробивался к армии Петра I, пока не пришёл в Люблин, где тогда стояла русская армия. Царь Пётр писал по этому поводу: «Объявляю вам, что через помощь Божию, чудным в свете небывалым маршем и радением Господина Полковника Ренцеля, наших, в Саксонии бывших уже Иудейски преданных 1 300 человек сюда совсем приведено». За проявленную доблесть Пётр произвел Ренцеля в генерал-майоры и приказал из приведенного отряда сформировать Саксонский полк. Вернувшись из Саксонии, Ренцель командовал сначала этим полком, а потом всей кавалерией в дивизии князя Александра Меншикова. В 1708 году Самуил Ренцель был произведен в генерал-лейтенанты.
Генерал Ренцель участвовал в Полтавской битве 27 июня (8 июля) 1709 года. В битве Ренцель взял в плен шведского генерал-майора Карла Рооса со всем его отрядом (шесть батальонов пехоты и несколько эскадронов кавалерии), чем значительно обессилил короля Карла. За героизм при Полтаве Пётр Великий сам возложил на Ренцеля знаки ордена св. Андрея Первозванного и назначил командующим 3-й (бывшей князя Меншикова) дивизией.
Командуя дивизией, Ренцель и принял участие в осаде Риги. В период осады дивизия генерала Ренцеля располагалась по обоим берегам реки Двины и контролировала реку, не допуская прохода в город шведских судов. После взятия Риги он принимал участие в торжественном въезде генералов в город.
Вскоре, в июле 1710 года, генерал-лейтенант Самуил де Ренцель скончался.